# Platypalpus subbrevis
Platypalpus subbrevis är en tvåvingeart som först beskrevs av Frey 1913.  Platypalpus subbrevis ingår i släktet Platypalpus och familjen puckeldansflugor. Arten har ej påträffats i Sverige. Inga underarter finns listade i Catalogue of Life.